# Мундиалито по пляжному футболу 2014
19-й Мундиалито по пляжному футболу состоялся в городе Эшпинью (Португалия) с 25 по 27 июля 2014 года. В этом турнире 4 команды играли по круговой системе между собой.

## Участвующие команды
- Венгрия
- Португалия (страна-хозяйка)
- США
- Япония

## Круговая стадия
| Команда    | И | В | В+ | П | ГЗ | ГП | +/- | О |
| ---------- | - | - | -- | - | -- | -- | --- | - |
| Португалия | 3 | 3 | 0  | 0 | 27 | 3  | +24 | 9 |
| Япония     | 3 | 1 | 1  | 1 | 12 | 13 | -1  | 5 |
| Венгрия    | 3 | 1 | 0  | 2 | 6  | 12 | -6  | 3 |
| США        | 3 | 0 | 0  | 3 | 7  | 24 | -17 | 0 |

## Расписание и результаты
Для всех матчей указано местное время в Эшпинью (UTC+1).
| Япония | 5 : 4 (доп. вр.) | США |
| ------ | ---------------- | --- |
|        | Отчет            |     |

| Венгрия | 0 : 5 | Португалия |
| ------- | ----- | ---------- |
|         | Отчет |            |

| Япония | 5 : 1 | Венгрия |
| ------ | ----- | ------- |
|        | Отчет |         |

| Португалия | 14 : 1 | США |
| ---------- | ------ | --- |
|            | Отчет  |     |

| США | 2 : 5 | Венгрия |
| --- | ----- | ------- |
|     | Отчет |         |

| Португалия | 8 : 2 | Япония |
| ---------- | ----- | ------ |
|            | Отчет |        |

## Победитель
| Победитель 2014 BSWW Mundialito: |
| Португалия 5 титул               |

## Награды
| Лучший игрок (MVP)  | Лучший игрок (MVP) | Лучший игрок (MVP) | Лучший игрок (MVP) |
| ------------------- | ------------------ | ------------------ | ------------------ |
| Джордан             |                    |                    |                    |
| Лучший бомбардир(ы) |                    |                    |                    |
| Бельшиор (7 голов)  |                    |                    |                    |
| Лучший вратарь      |                    |                    |                    |
| Нуно Хидальго       |                    |                    |                    |